# Basilique Sainte-Croix de Lecce
Pour les articles homonymes, voir Basilique Santa Croce.
La basilique Sainte-Croix, (italien : basilica di Santa Croce ; salentin : basilicōi de Santa Croce) est une basilique de Lecce, dans les Pouilles en Italie, chef-d'œuvre de l'art baroque du XVIIe siècle. Œuvre des plus grands architectes de la ville, elle est, avec le palais du couvent des Célestins qui la jouxte, l'exemple le plus abouti du style particulier d'architecture baroque qui s'est développé au XVIIe siècle à Lecce et dans sa région, marqué par le foisonnement et l'exubérance du décor sculpté extérieur comme intérieur.

## Historique
La construction de la basilique sur des terrains d'où avaient été expulsées des familles juives s'étale sur près d'un siècle, de 1549 à 1646 et a impliqué plusieurs architectes. Bien qu'elle soit à l'origine projetée dans le style renaissance, la majeure partie des travaux (notamment la partie supérieure de la façade et les portails) sont entrepris au XVIIe siècle dans le nouveau style baroque. 

## Extérieur
La partie inférieure de la façade est construite dans le style classique de la Renaissance lors de la première phase des travaux (1549 à 1580) ainsi que la coupole, à la croisée du transept, qui est achevée en 1590. Ces premiers travaux sont dus à Gabriele Riccardi, premier architecte célèbre de Lecce et précurseur du baroque. Une seconde tranche de travaux, à partir de 1606, voit l'adjonction des trois portails baroques de la façade : ils sont l'œuvre de Francesco Antonio Zimbalo, premier architecte purement baroque de Lecce. Cependant, la partie la plus extravagante de la façade, c'est-à-dire les seconds et troisième ordres (au-dessus du balcon ouvragé) avec la rosace (terminée en 1646) est l'œuvre de Cesare Penna et de Giuseppe Zimbalo, ce dernier ayant aussi établi les plans du Palais des Célestins attenant.

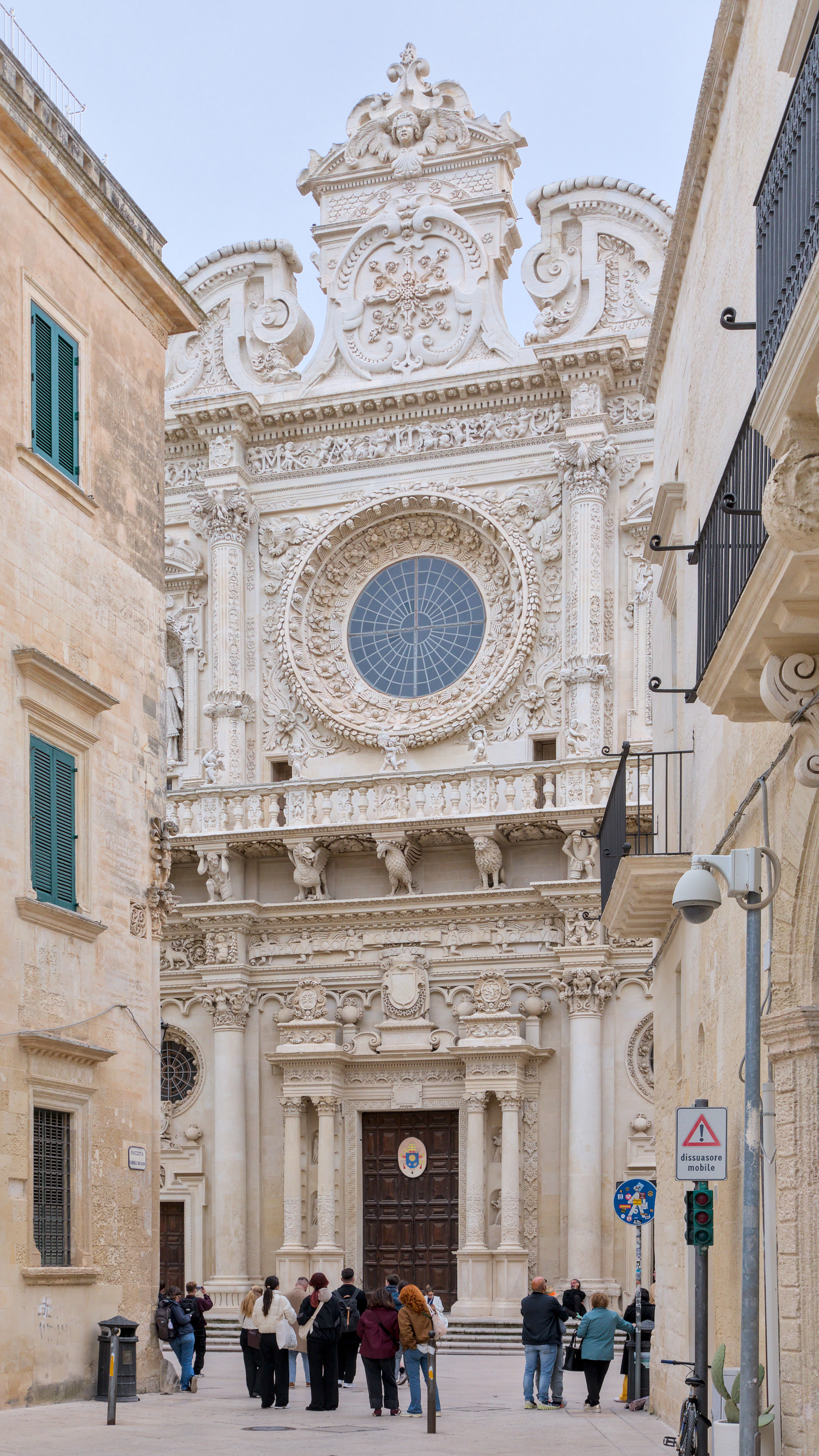
Vue depuis la place Gabriele Riccardi .
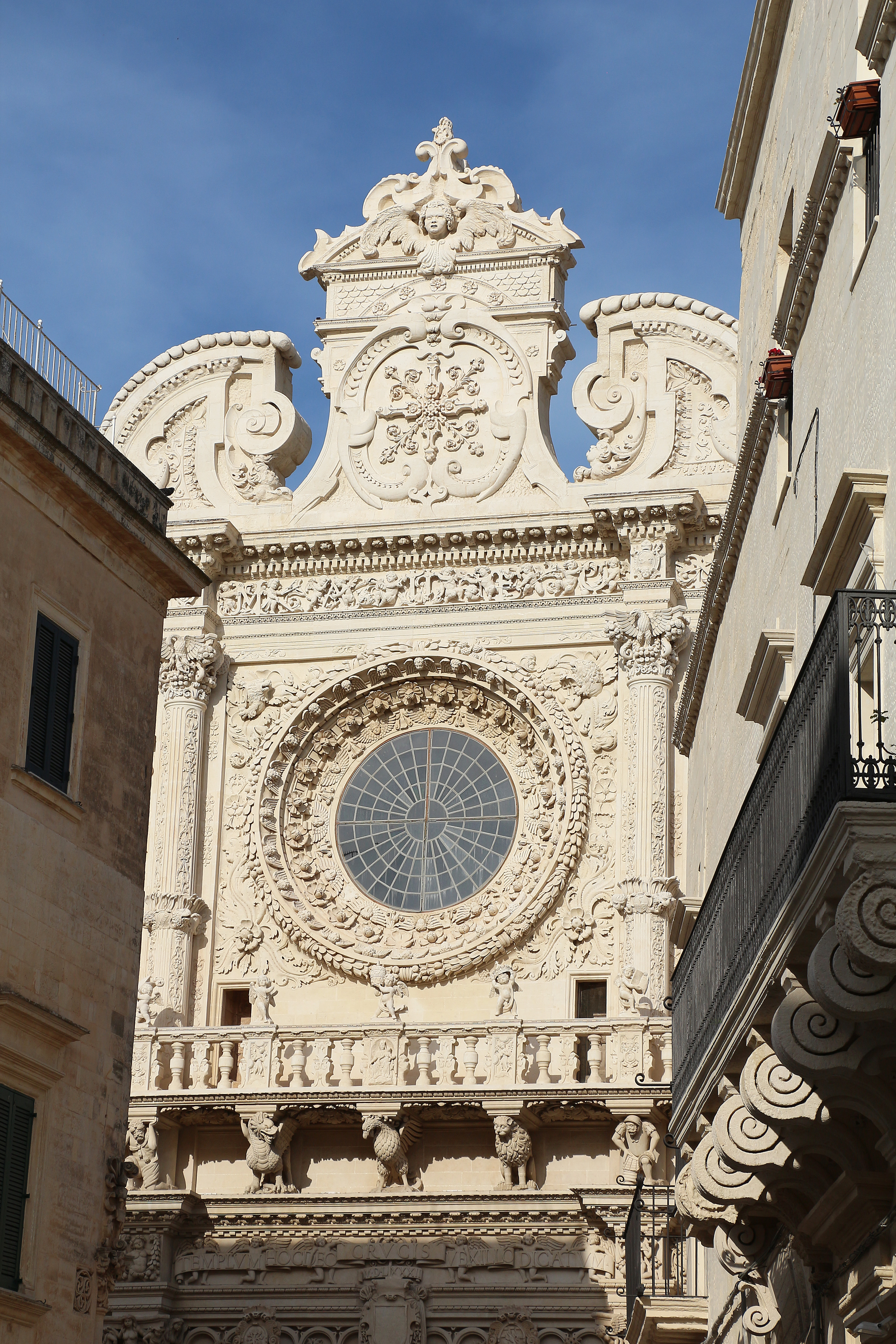
Balcon et partie supérieure de la façade.
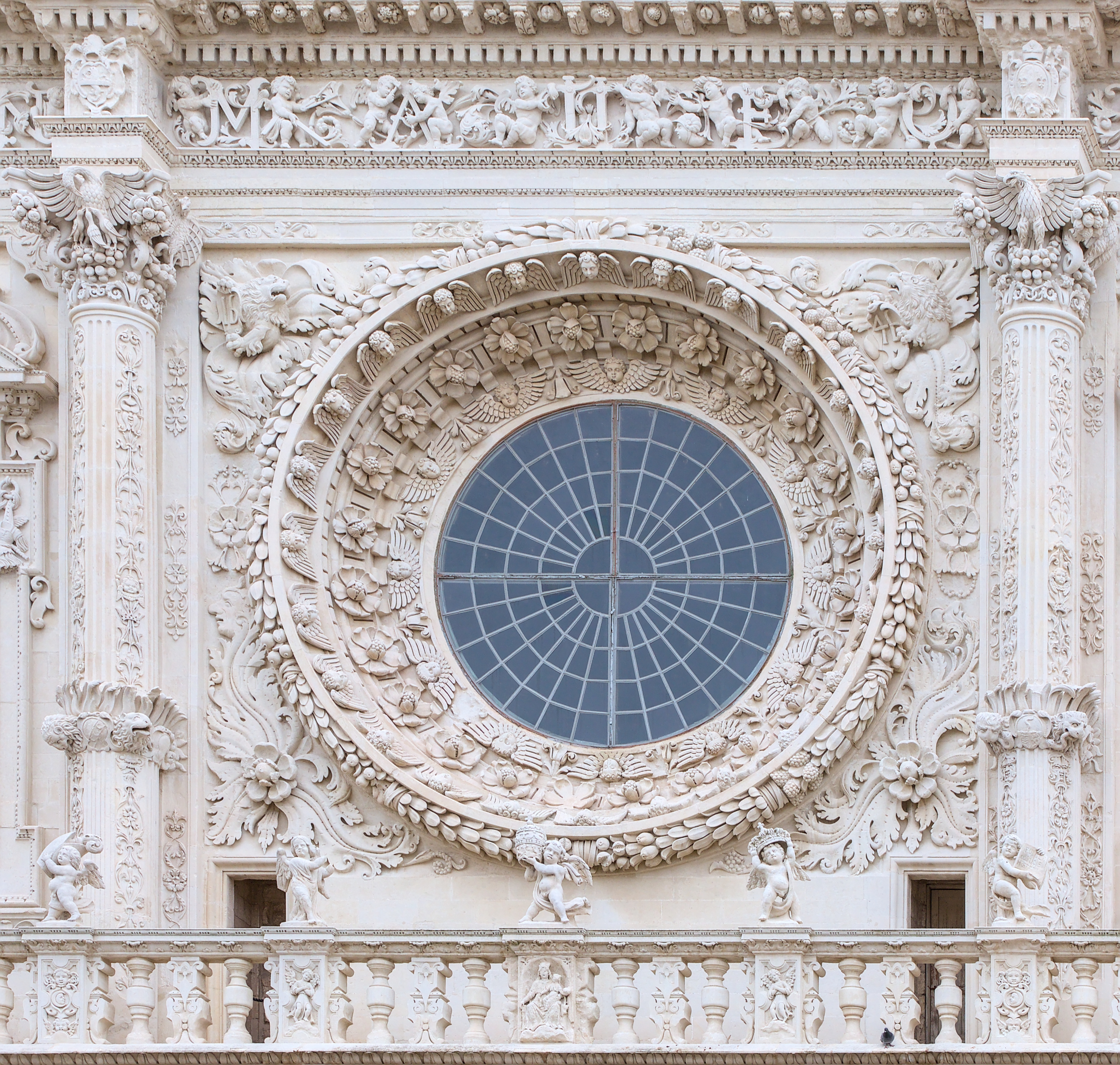
Rosace de la façade.
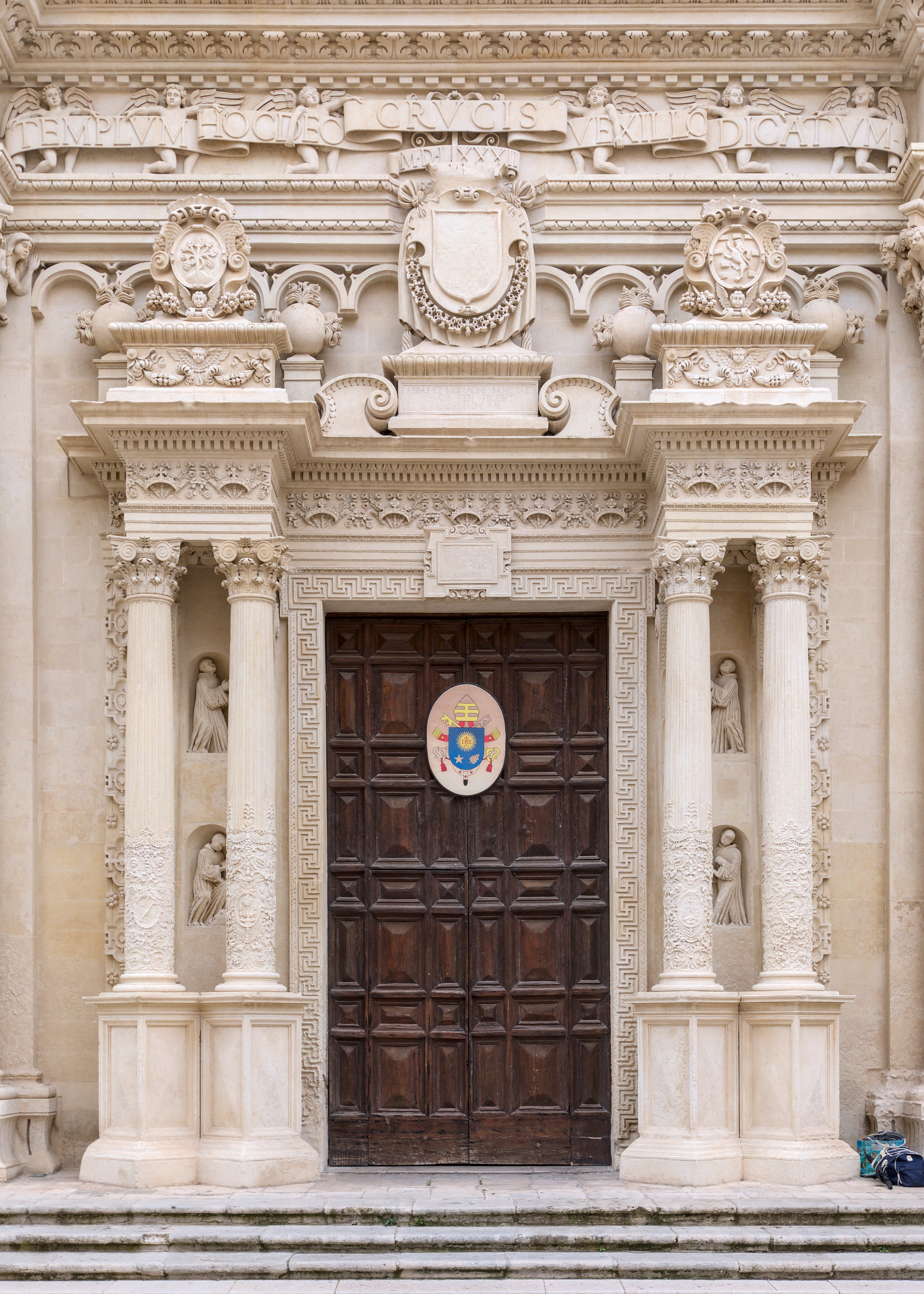
Portail.

Détails de la façade
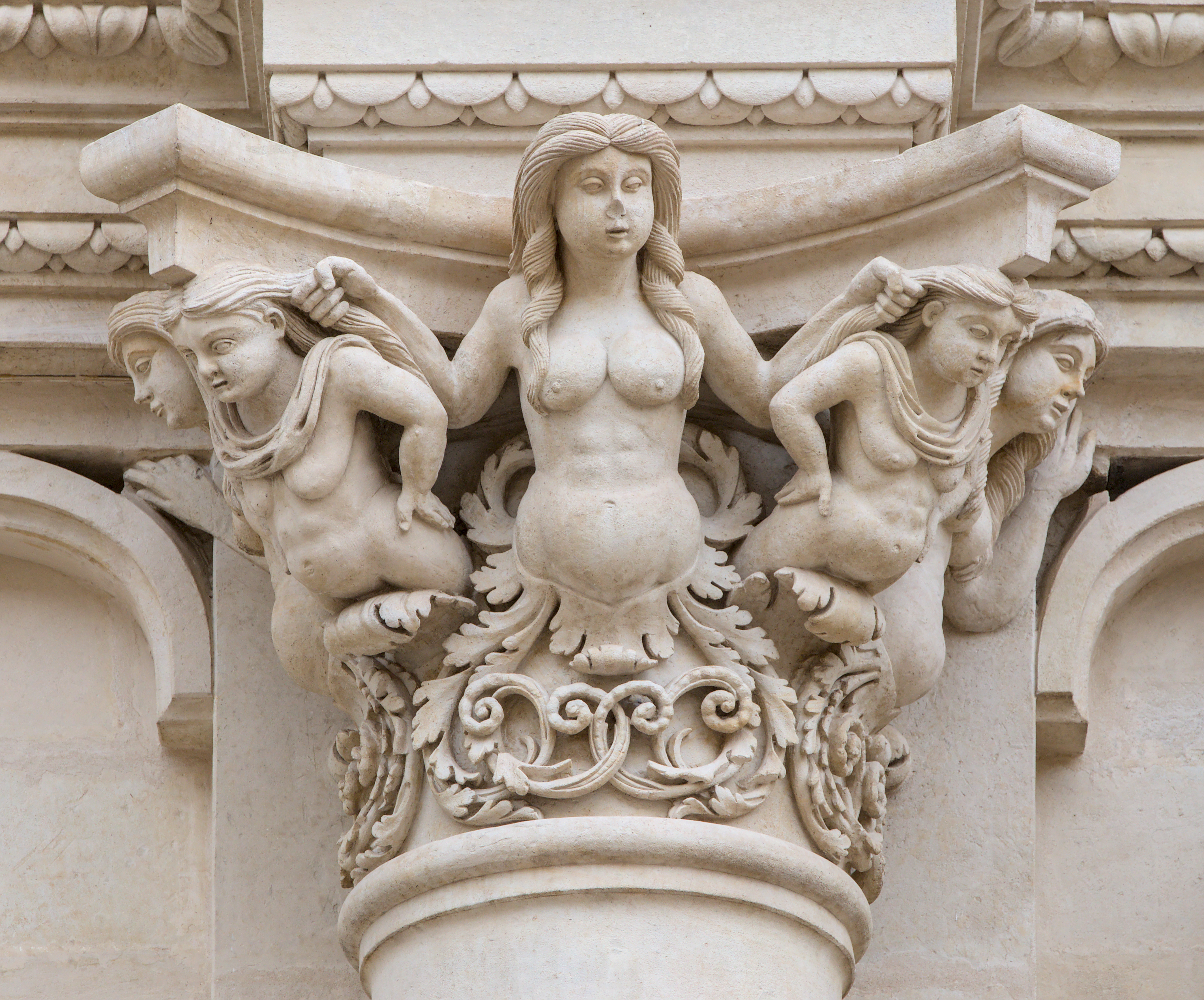
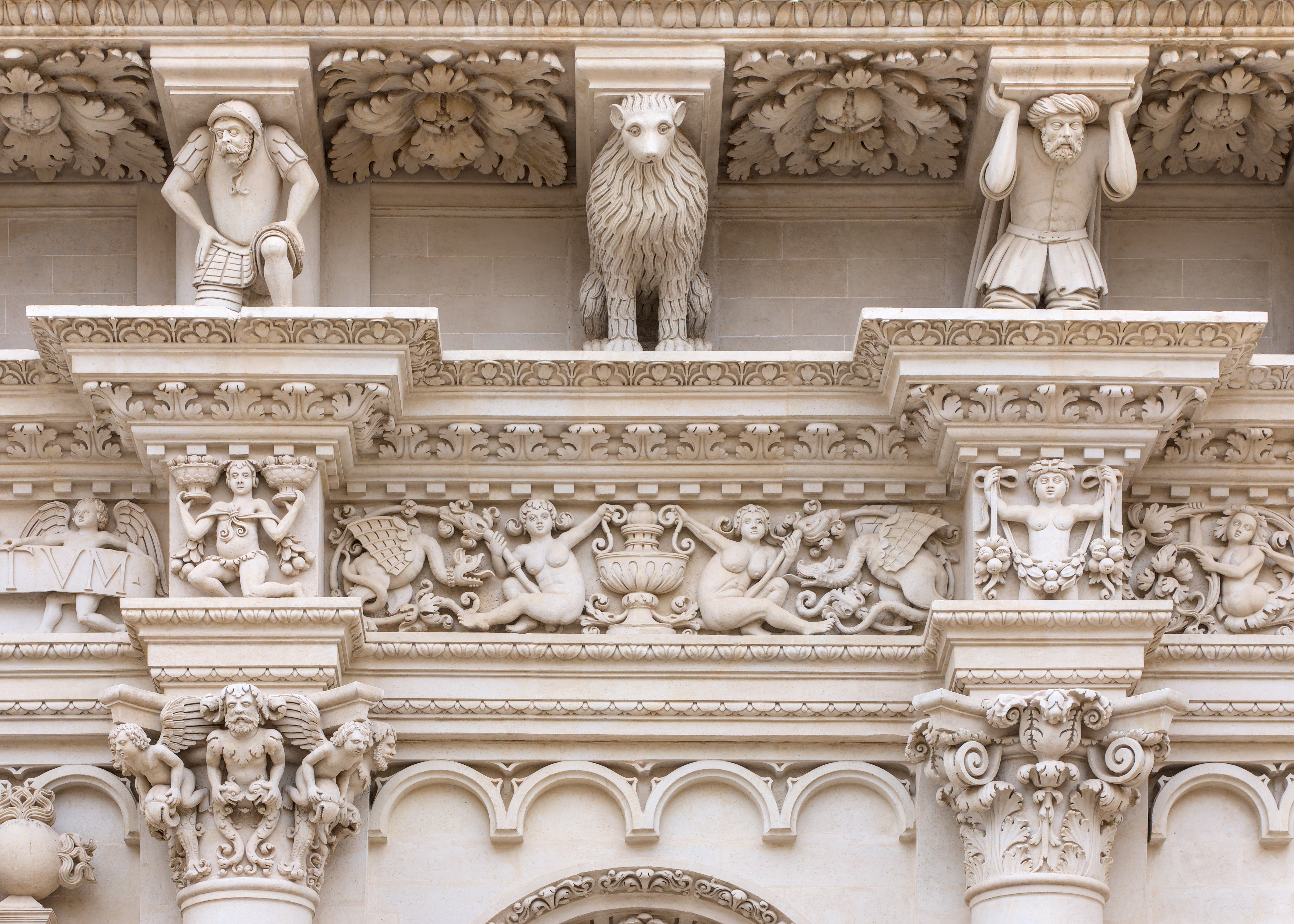
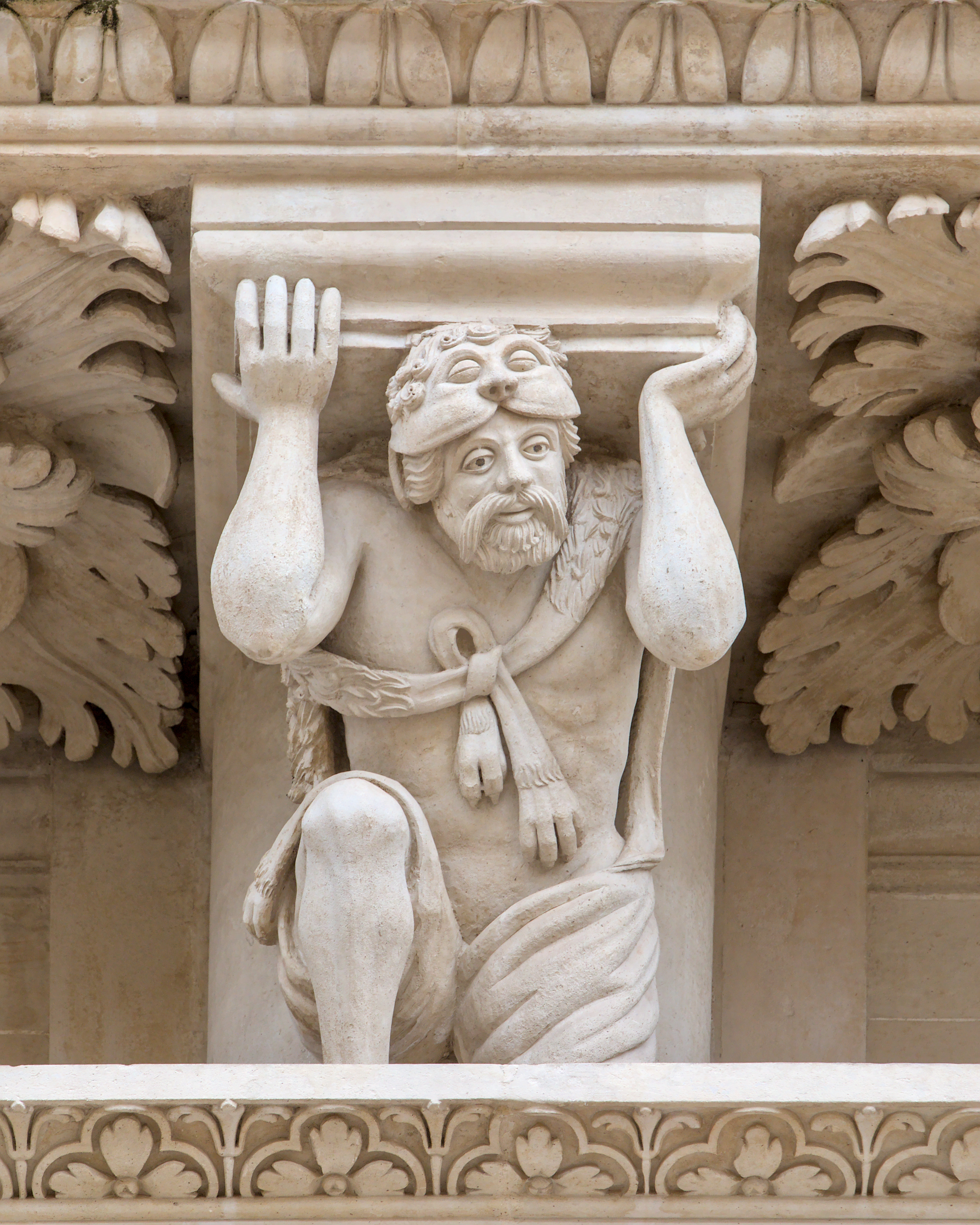
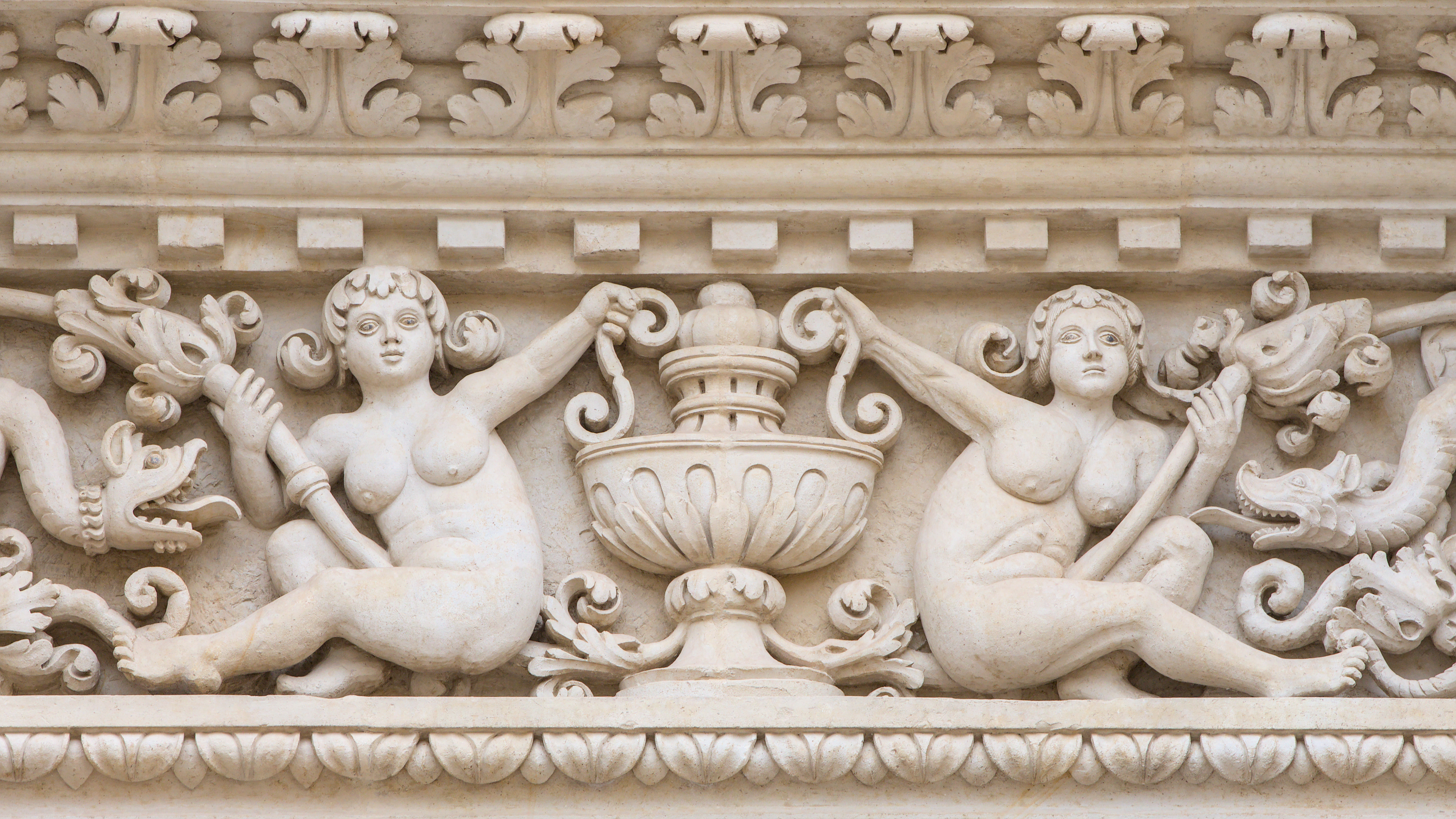
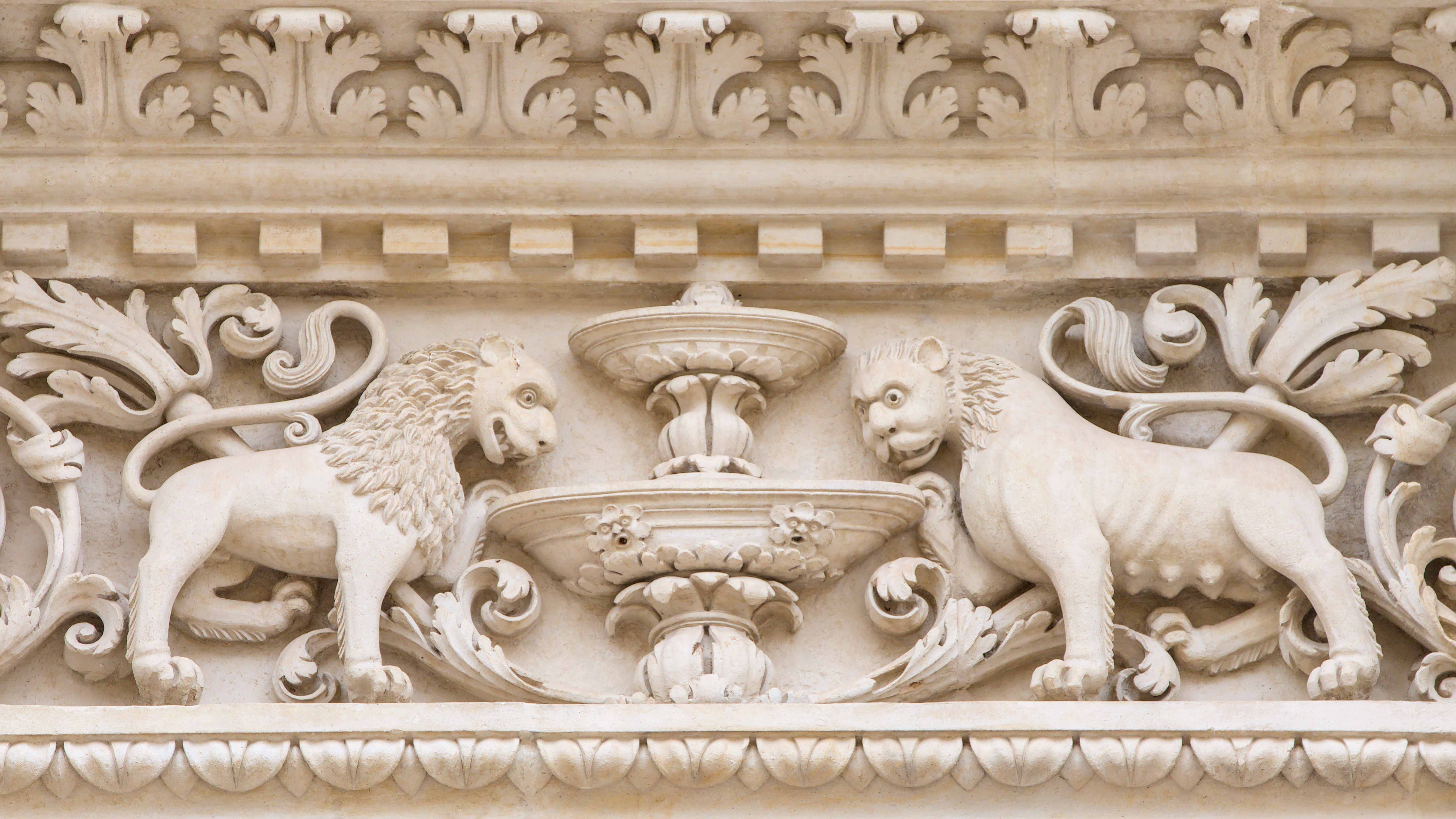
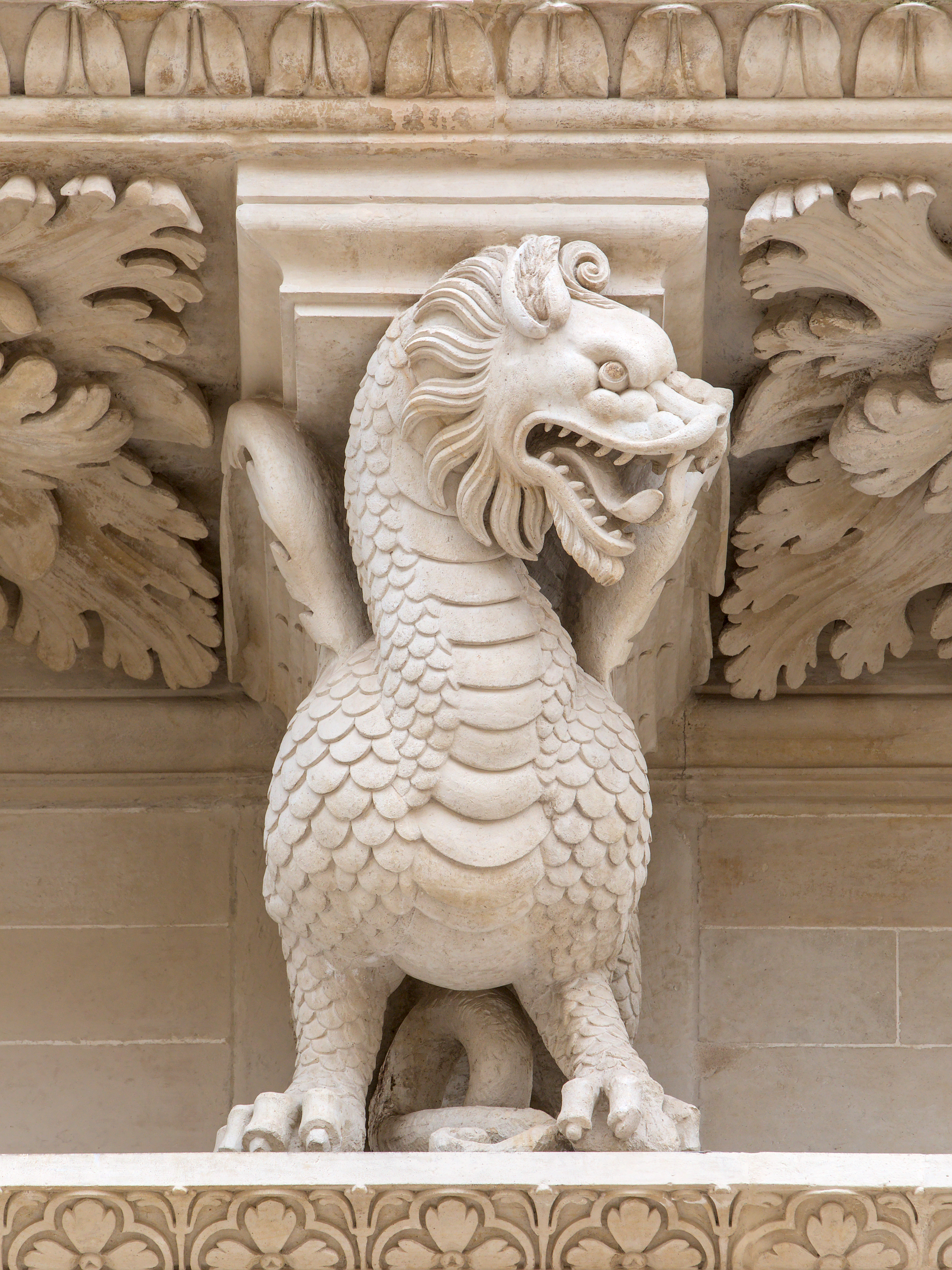
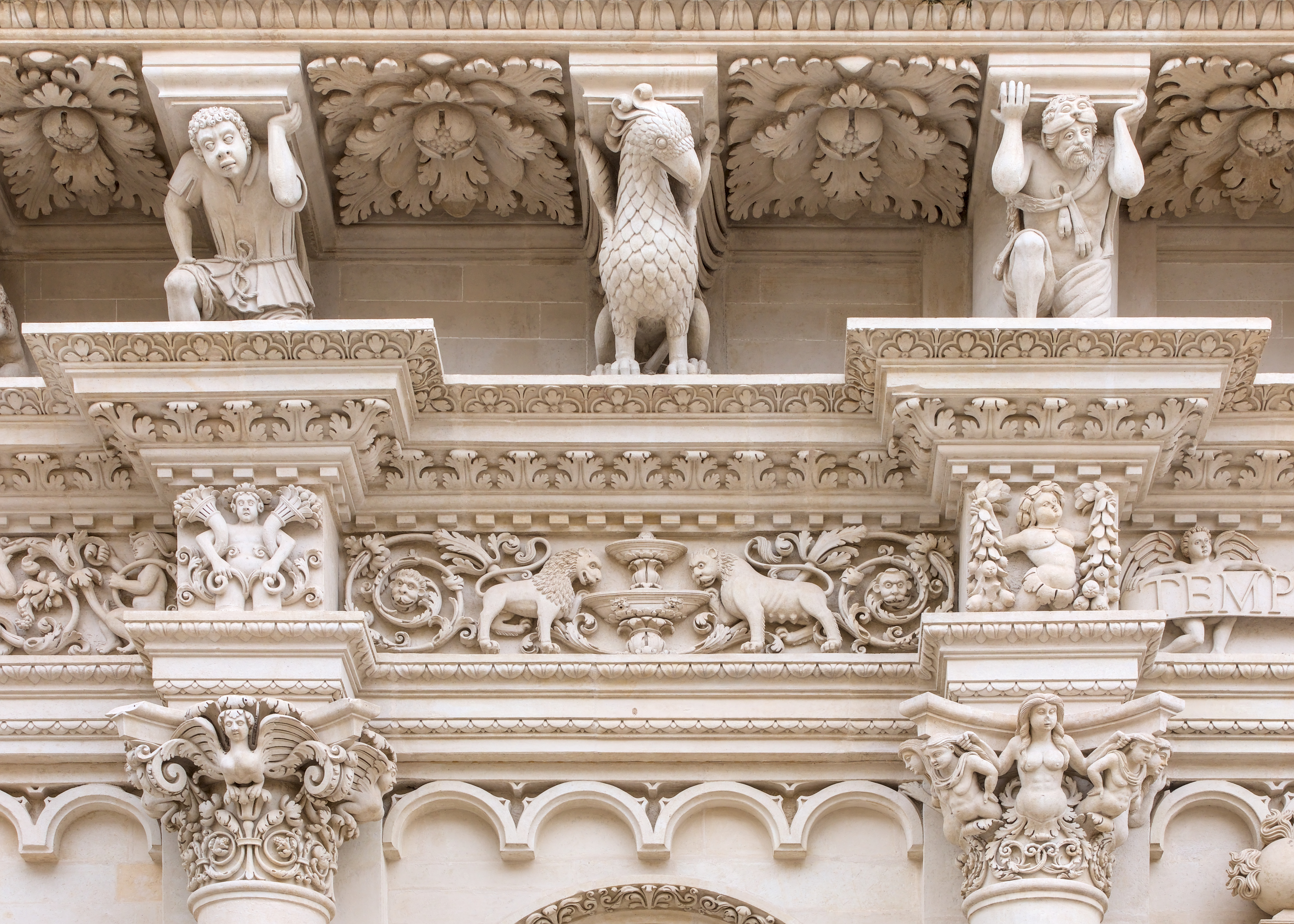
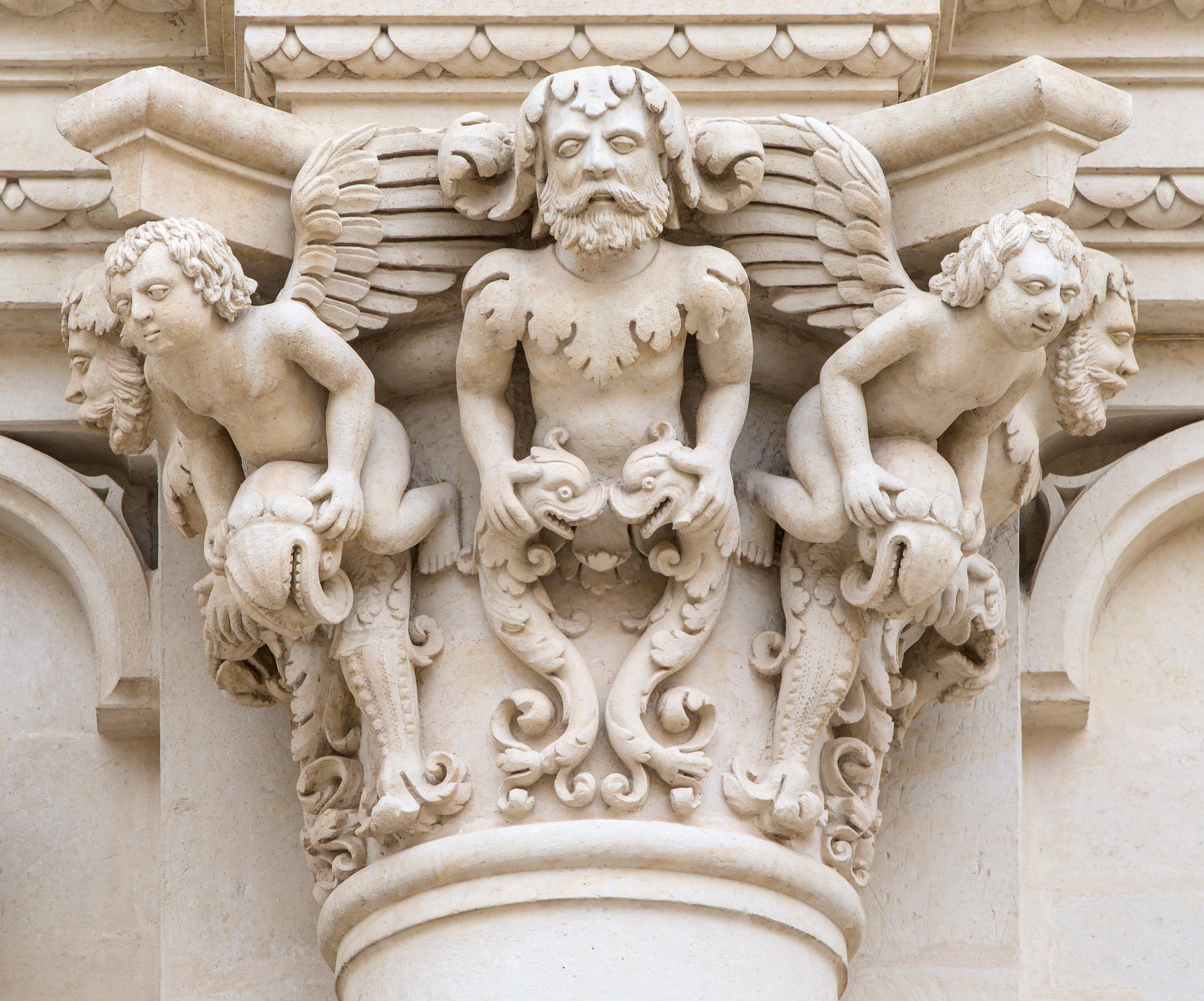

## Intérieur
L'intérieur de l'église est plus sobre, car il a d'abord été construit, à la fin du XVIe siècle, dans un style encore marqué par la Renaissance, où le baroque ne fait que se profiler.

### Nef
La voûte de la nef est recouverte d'un plafond à caissons en bois richement orné de dorures du XVIIe siècle. Plusieurs toiles de maîtres de l'école de Lecce des XVIe, XVIIe et XVIIIe siècles, notamment de Oronzo Tiso, ornent les autels des chapelles.

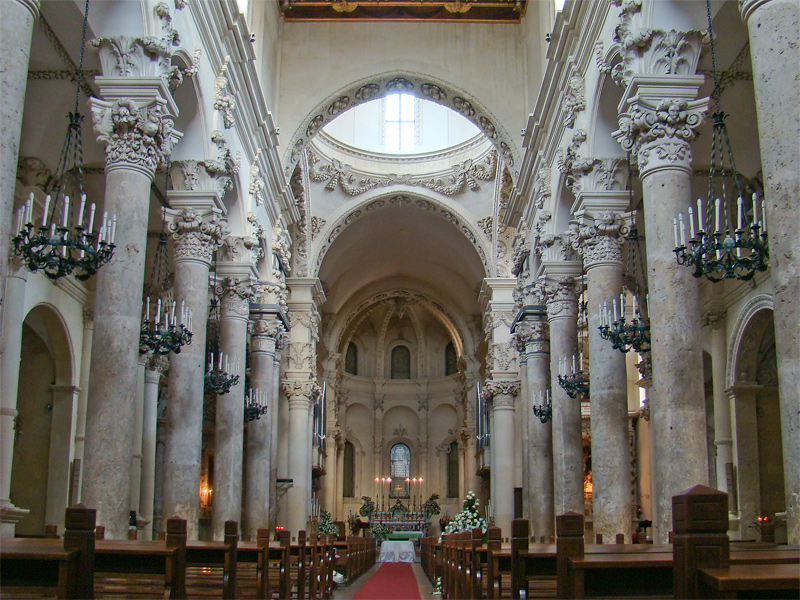
L'intérieur.
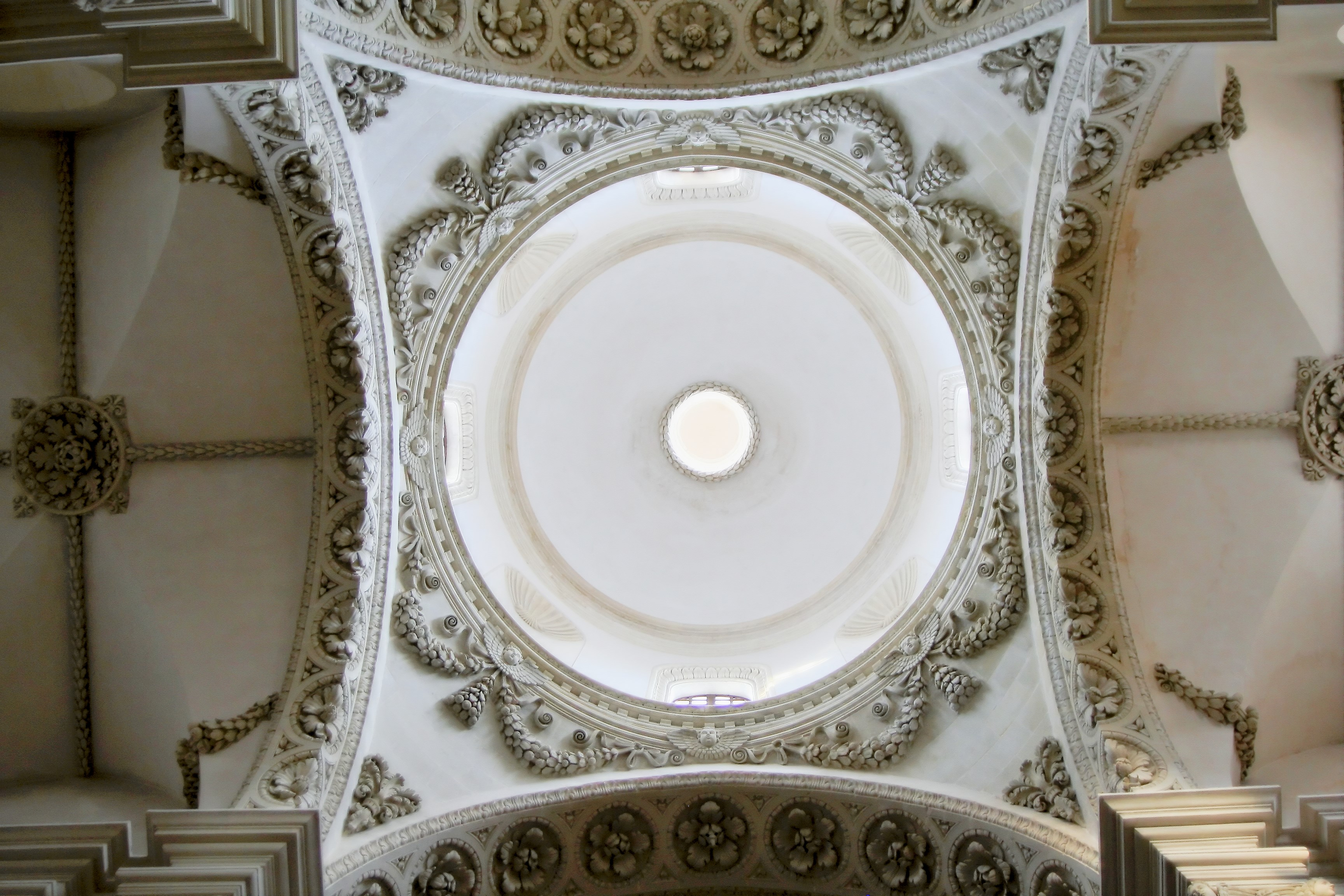
Intérieur de la coupole, achevée en 1590.
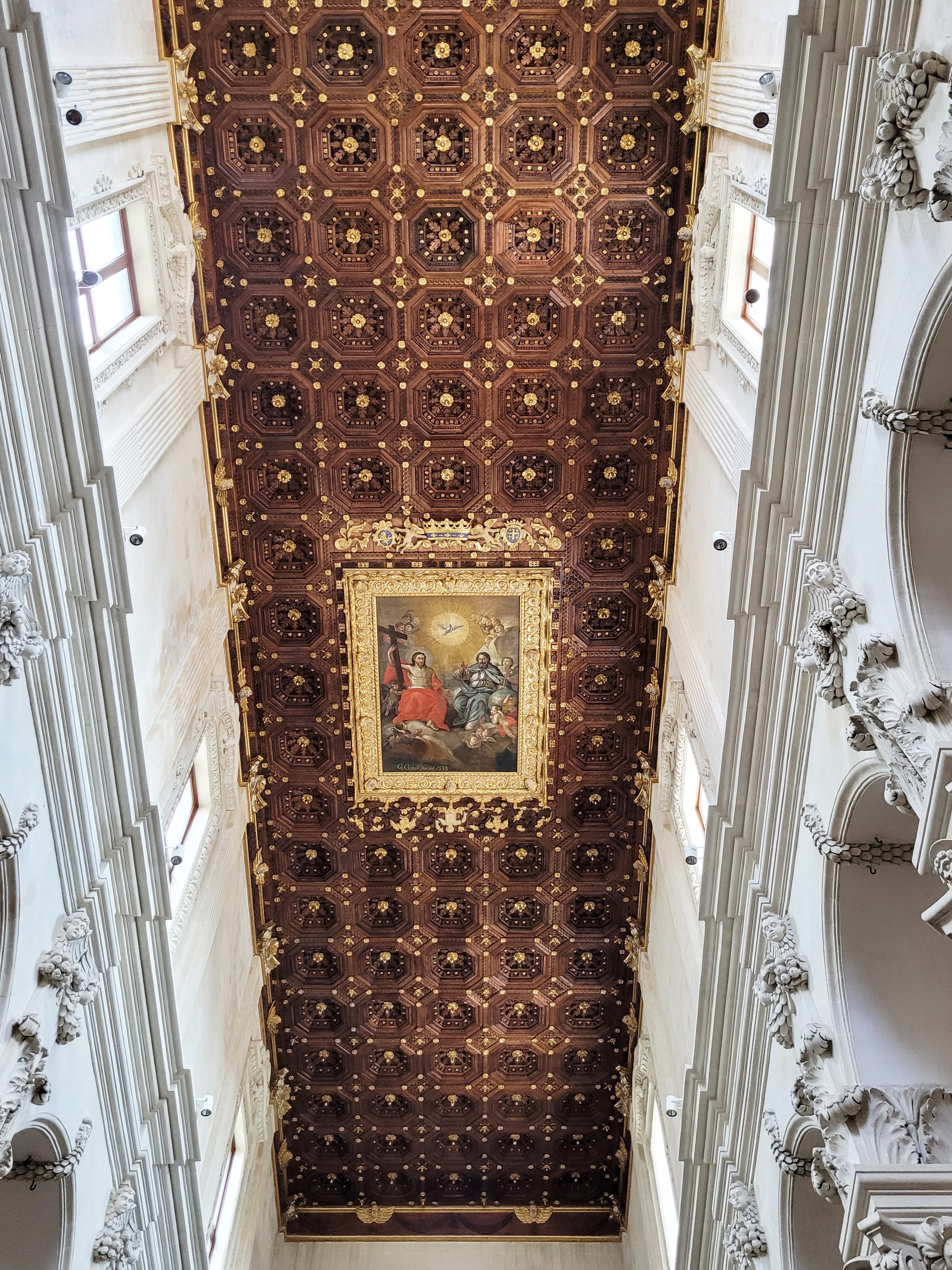
Plafond de la nef.

### Chapelles
À part les colonnes classiques, l'intérieur a été profondément remanié à l'époque baroque comme en témoignent les autels des chapelles (dix-sept en tout), qui sont avec la façade les éléments les plus ornés et extravagants de la basilique. Leur raffinement est l'une des caractéristiques du baroque de Lecce et, avec les façades des églises, ce sont les éléments architecturaux auxquels les architectes et artisans ont accordé le plus d'attention et de travail. Deux de ces autels ont d'ailleurs été réalisés par des architectes ayant travaillé sur la façade de l'église : un est signé par Francesco Antonio Zimbalo tandis qu'un autre est l'œuvre de Cesare Penna. La construction des chapelles latérales s'est poursuivie jusqu'au XVIIIe siècle, toujours dans le style baroque local.
Les bas-côtés de la nef sont bordés de sept chapelles de chaque côté, à l'intérieur desquelles se trouvent de splendides autels richement décorés. Au total, l'église compte seize autels baroques.

#### Chapelles côté gauche
Les sept chapelles depuis l'entrée jusqu'au transept :

Chapelles côté gauche
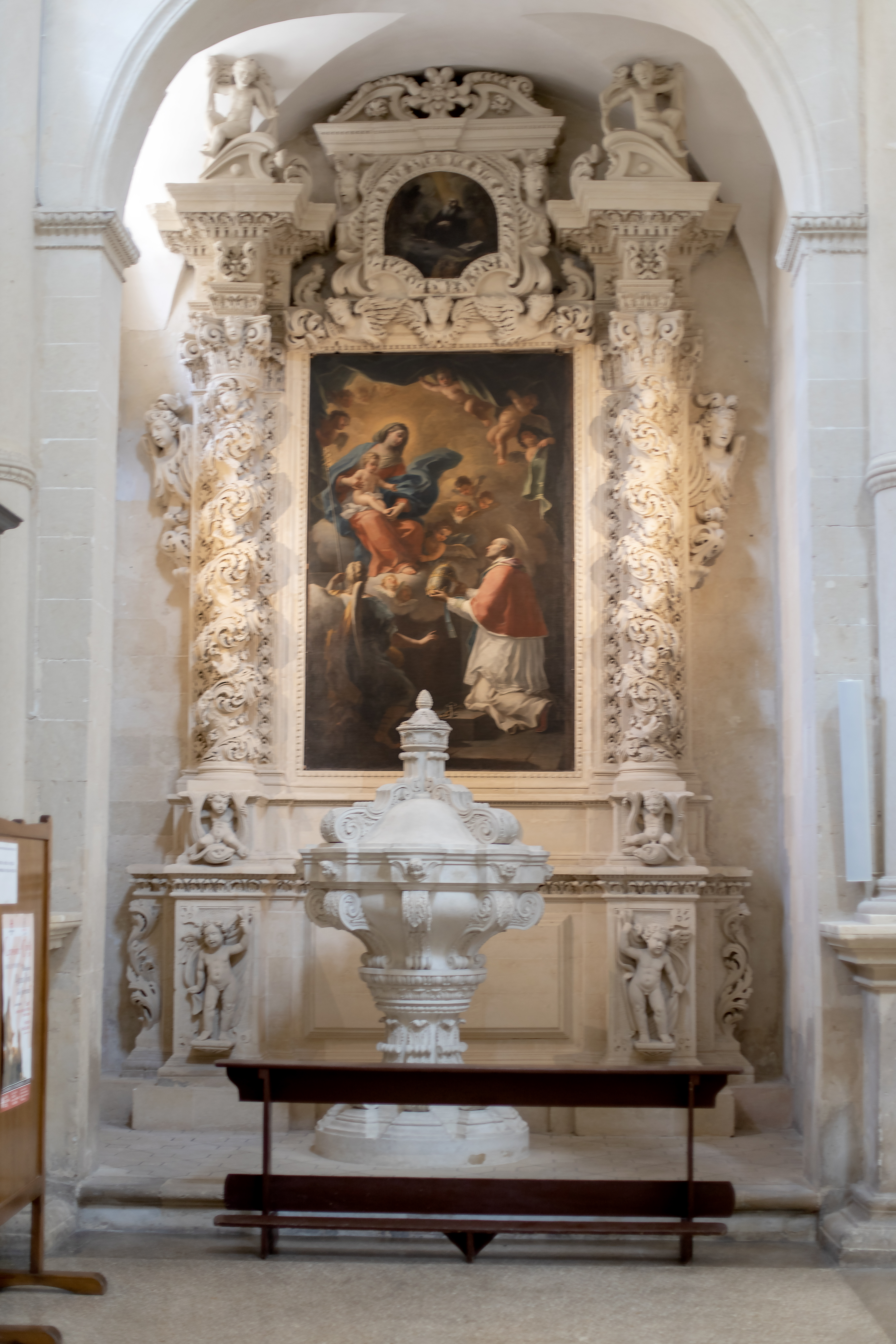
Chapelle Célestin V
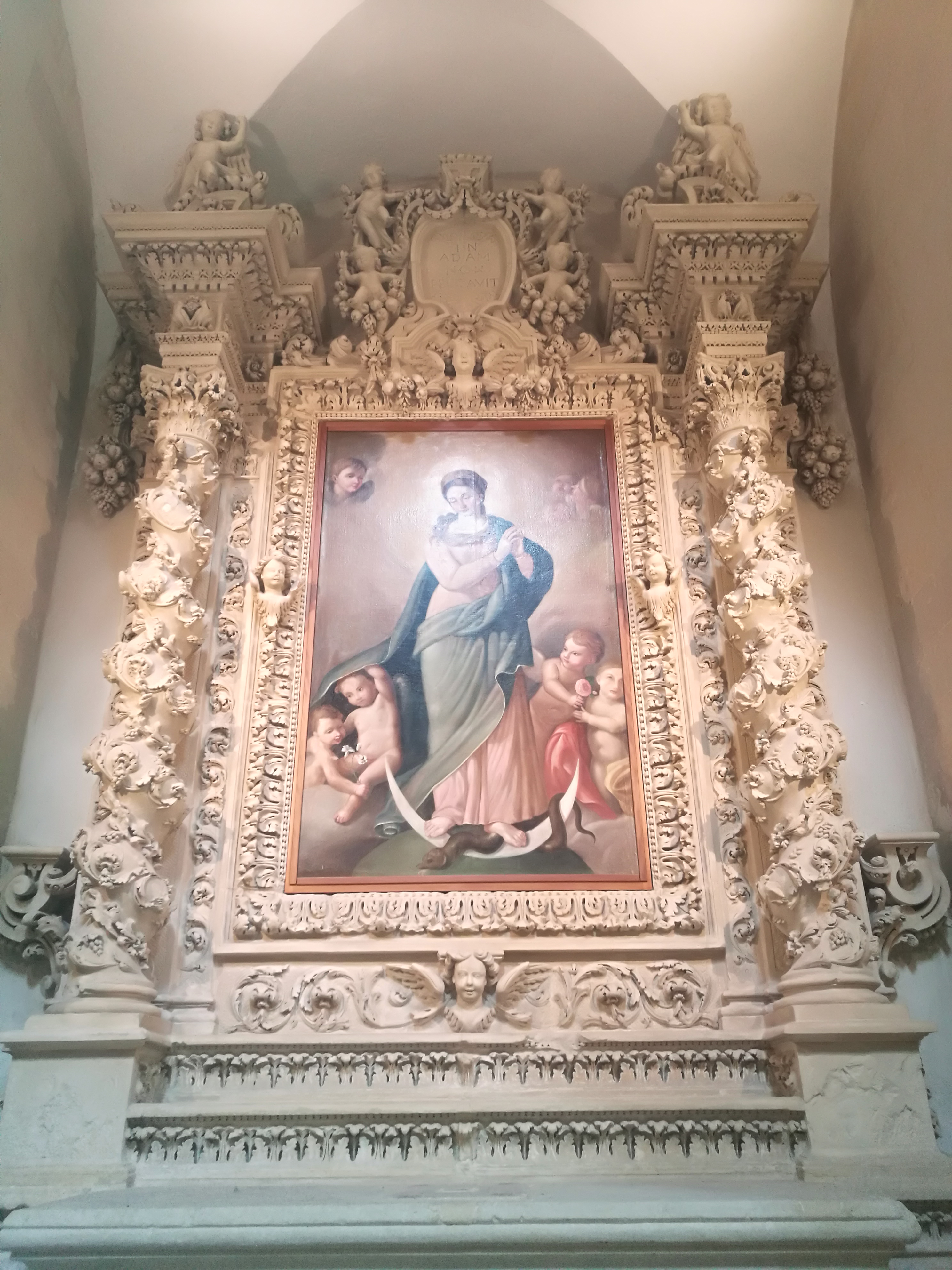
Chapelle de l'Immaculée Conception
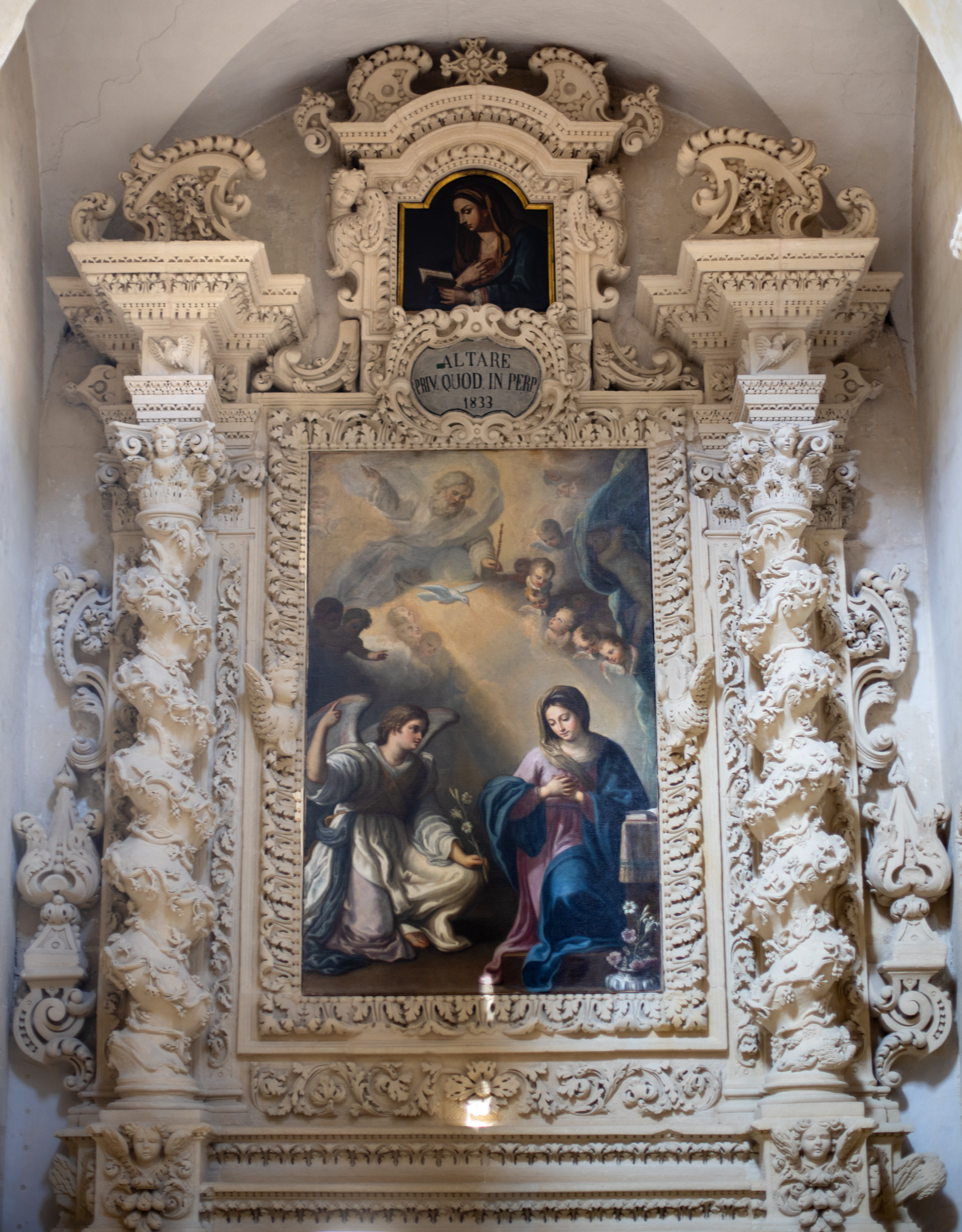
Chapelle de l'Annonciation
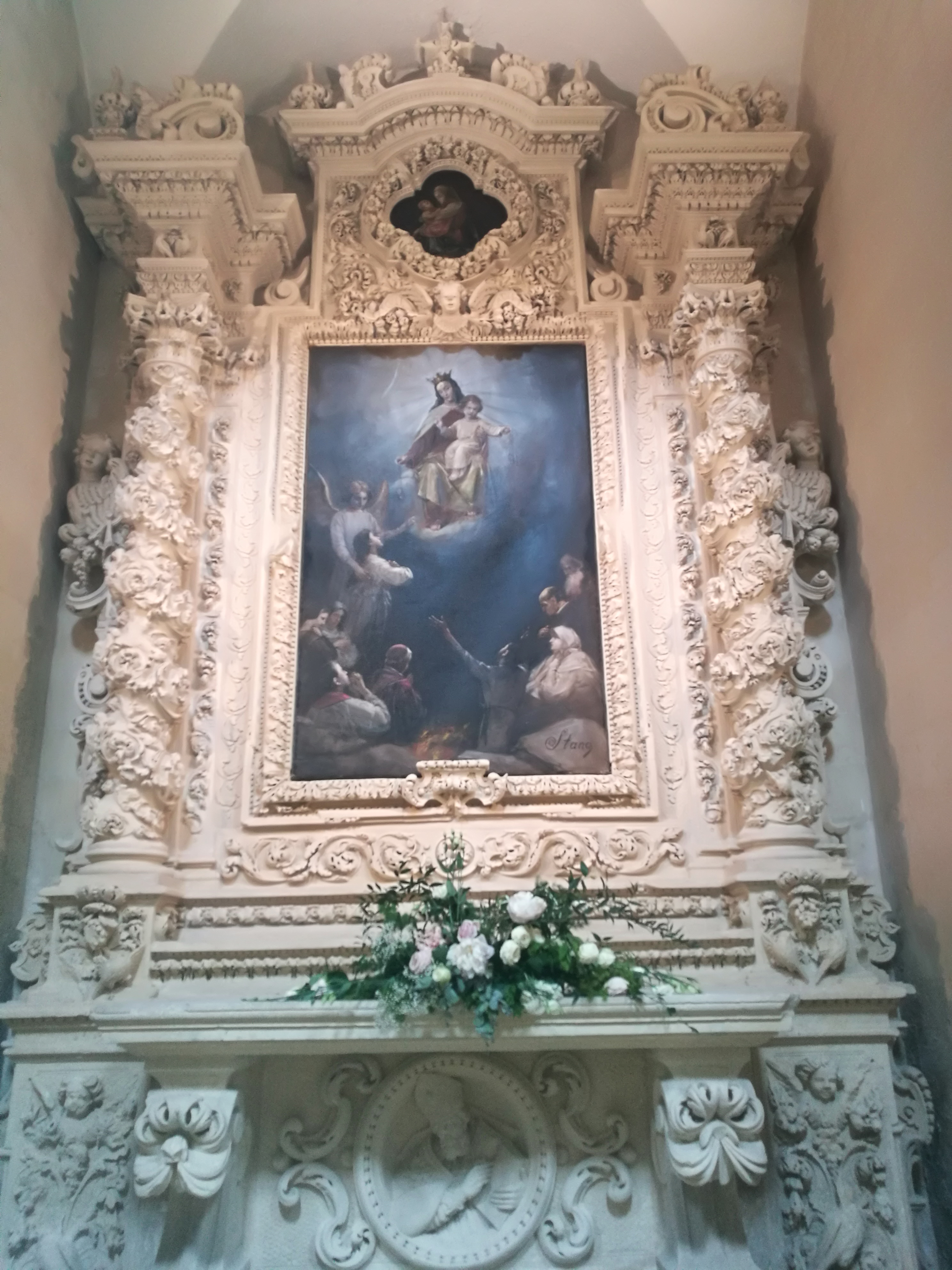
Chapelle Notre-Dame du Mont-Carmel
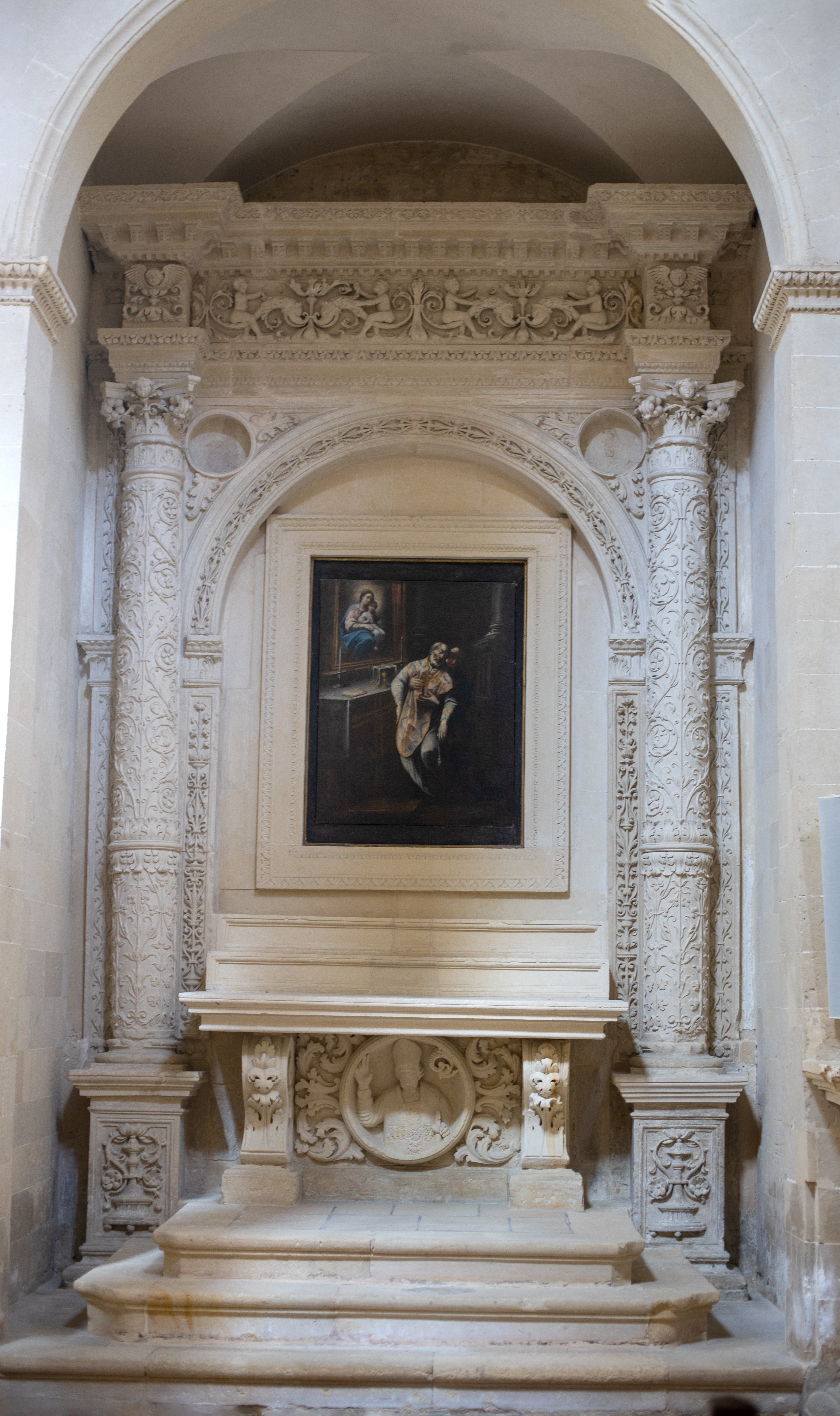
Chapelle André Avellin
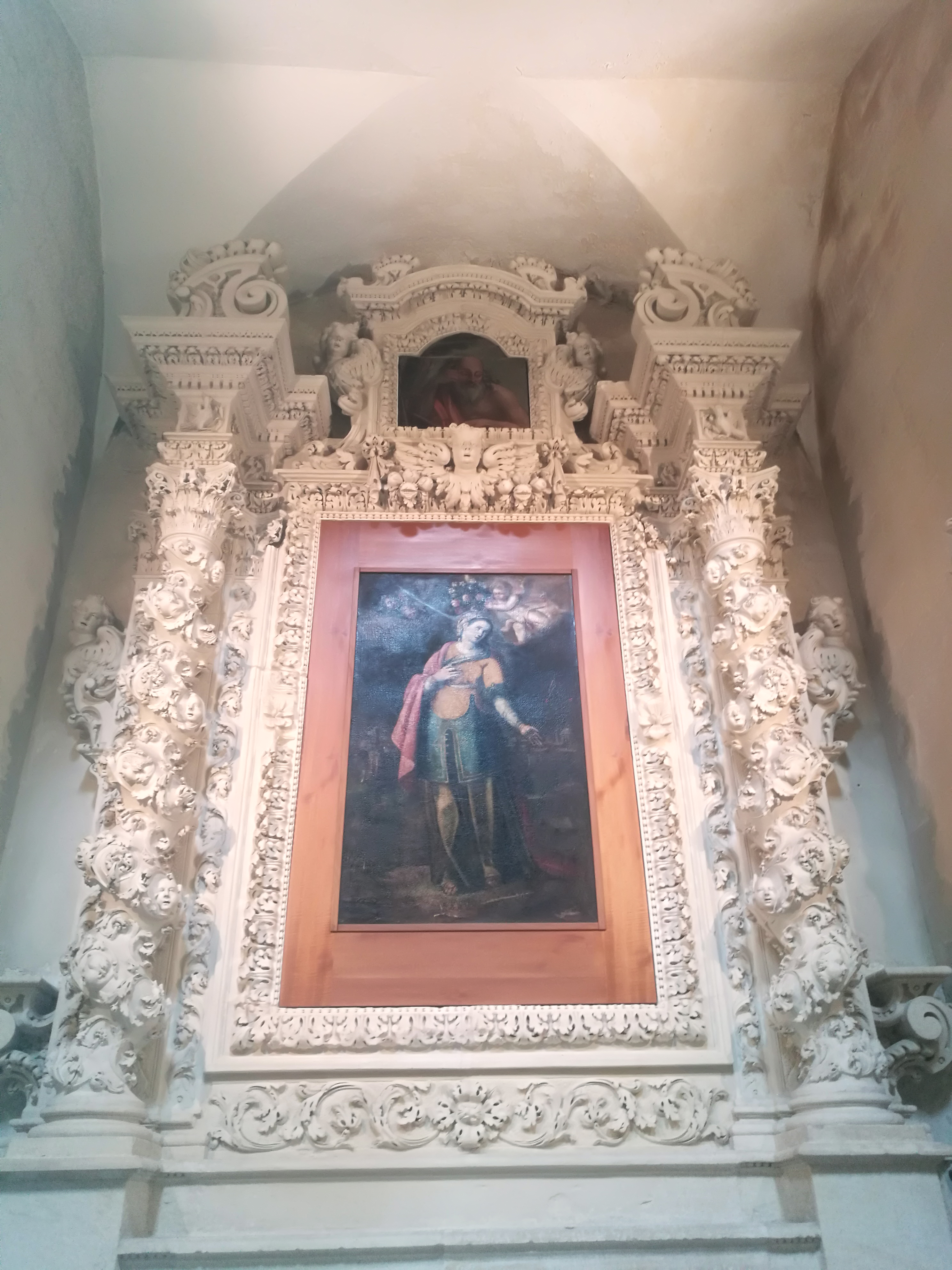
Chapelle Irène de Lecce
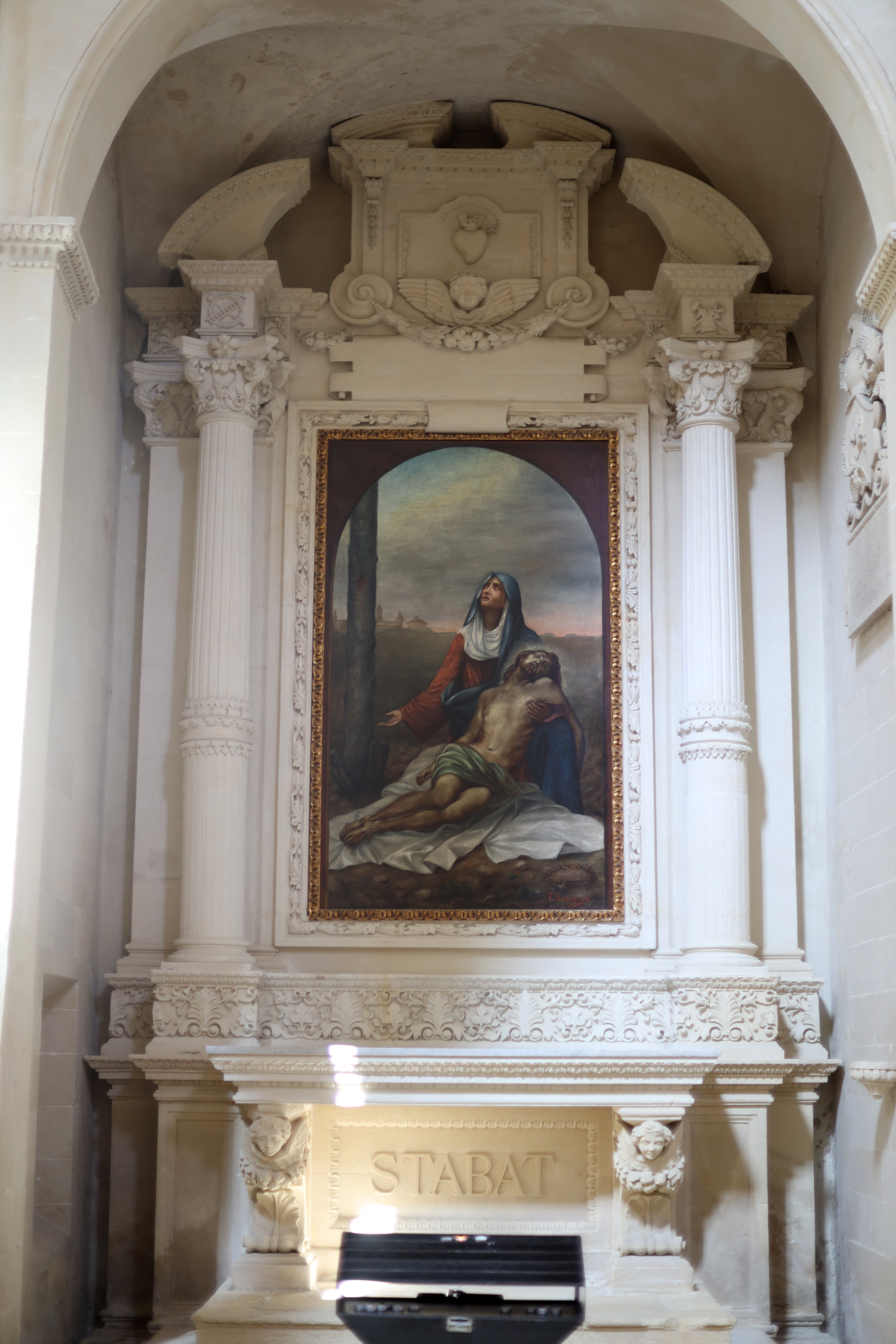
Pietà